# Central Eléctrica Feroviaria de Hudson y Manhattan
La Central Eléctrica Feroviaria de Hudson y Manhattan (en inglés, Hudson and Manhattan Railroad Powerhouse, también conocida como Jersey City Powerhouse) es una central eléctrica en Jersey City, condado de Hudson, Nueva Jersey (Estados Unidos). Fue construido en 1908. La central eléctrica hizo posible el sistema de metro entre Nueva Jersey y Nueva York para el Ferrocarril Hudson y Manhattan (que se convirtió en PATH en 1963). La casa de máquinas se cerró en 1929 y se utilizó como lugar de almacenamiento para equipos ferroviarios. En la década de 1990, Preservation New Jersey citó el edificio como uno de los diez sitios históricos más amenazados del estado. La central eléctrica se agregó al Registro Nacional de Lugares Históricos el 23 de noviembre de 2001.
Está ubicado cerca del Harborside Financial Center y Harsimus Cove en el paseo marítimo del río Hudson en un área que está experimentando mucha remodelación. Los esfuerzos para estabilizar la central eléctrica de un mayor deterioro comenzaron en julio de 2009 y continuaron hasta 2010. En 2011, la Autoridad Portuaria de Nueva York y Nueva Jersey acordó transferir el 55 % de la propiedad del edificio a su copropietario, Jersey City, a cambio de un terreno cercano donde construirán una subestación eléctrica subterránea. Se determinó que las icónicas chimeneas no se pudieron salvar, lo que llevó a su remoción.

## Galería

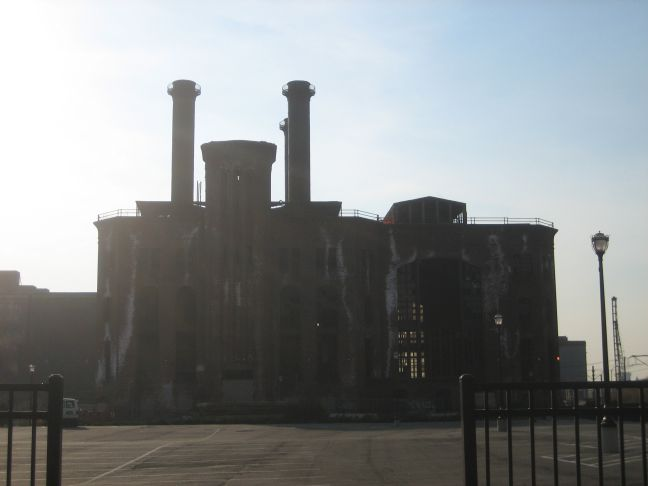
Aspecto en 2006
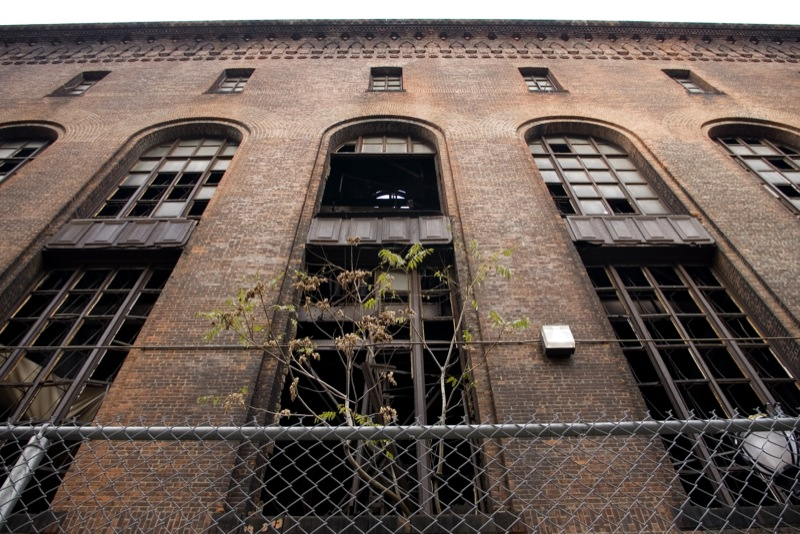
Ventanales en ruinas en 2007
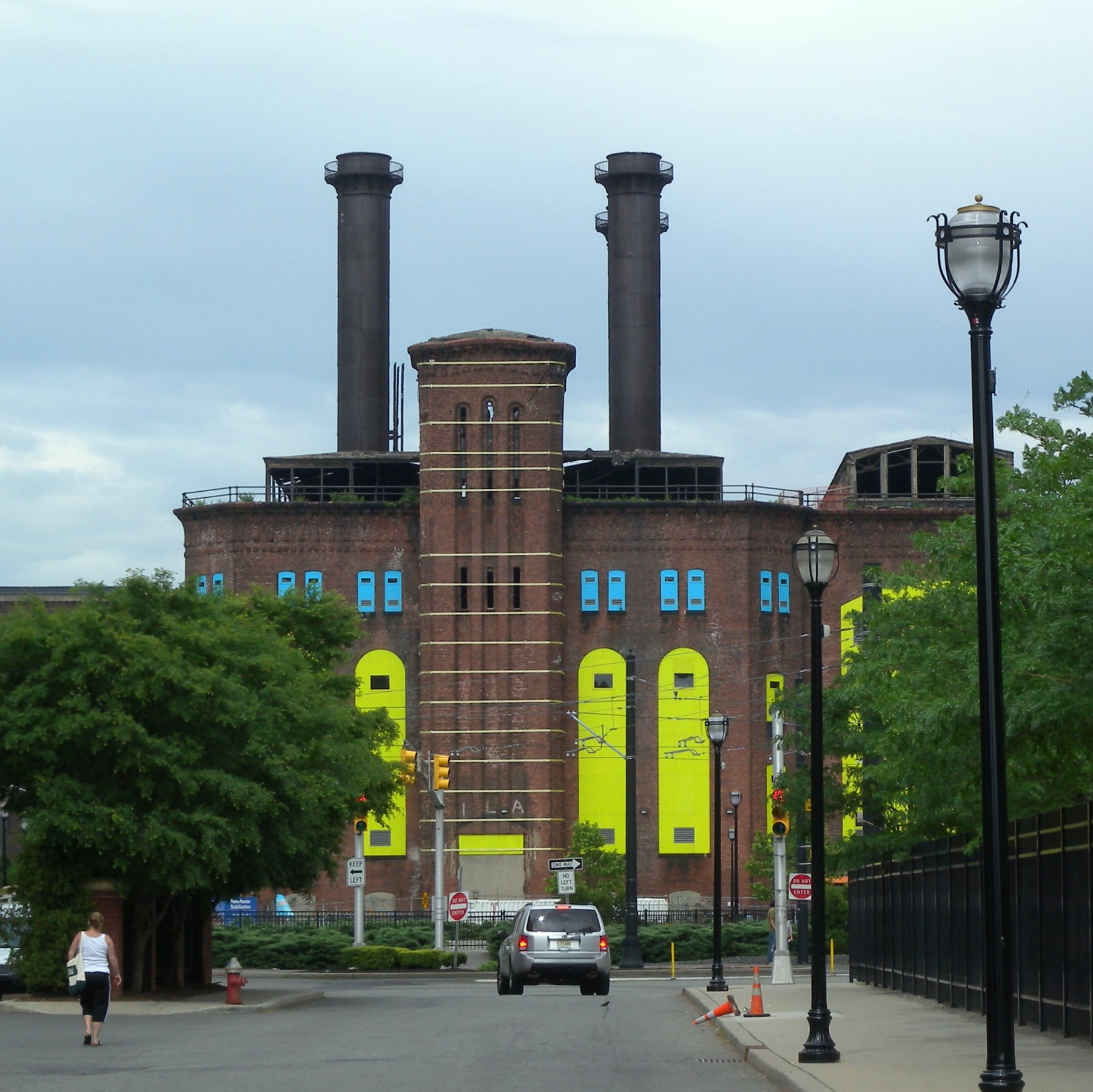
Desde el Watefront